# Украинский миротворческий контингент в Либерии
Украинский миротворческий контингент в Либерии (укр. Український миротворчий контингент в Ліберії) — подразделение вооружённых сил Украины, участвующее в миссии ООН в Либерии (UNMIL) в составе миротворческого контингента ООН в Либерии.

## История
В октябре 2003 года начался набор военнослужащих украинской армии для службы в составе миротворческого контингента ООН в Либерии. Солдатам обещали зарплату в размере 500-600 долларов США в месяц (в то время как месячная зарплата солдата-контрактника, служащего на Украине, составляла 350—400 гривен). До 15 октября 2003 года были отобраны первые кандидаты - свыше 20 военнослужащих.
В ноябре 2003 года вопрос о отправке украинского контингента в Либерию был вынесен на обсуждение Верховной Рады Украины.
25 и 27 ноября 2003 года Верховная Рада дважды отказалась поддержать решение президента Л. Д. Кучмы о направлении украинского миротворческого контингента в Либерию.
22 декабря 2003 года ООН объявила, что компенсирует расходы украинского контингента в Либерии.
В конце декабря 2003 года на базе 11-го отдельного полка армейской авиации Южного оперативного командования сухопутных войск была завершена подготовка личного состава отдельного вертолётного отряда для участия в миротворческой операции ООН в Либерии. В состав отряда вошли 286 военнослужащих (14 экипажей вертолётов и обслуживающий персонал), восемь вертолётов Ми-8, шесть вертолётов Ми-24, один БТР-60, три БРДМ-2, 91 единица автомобильной техники (39 специальных автомобилей, пожарная машина на базе ЗИЛ-131, санитарный автомобиль, 3 грузовика Урал-4320, один КамАЗ-5410, два легковых автомобиля УАЗ и др.), а также 31 прицеп и 30 контейнеров с техникой связи, вещевым и иным военным имуществом (4 спутниковые антенны, пекарня ХП-04, малогабаритная механическая прачечная ММП-2 и др.).
Первые военнослужащие украинского миротворческого контингента (286 человек и 14 вертолётов Ми-8 и Ми-24) были направлены в Либерию в январе-феврале 2004 года. Продолжительность службы в составе контингента составляла шесть месяцев.
Деятельность украинского миротворческого контингента в Либерии обеспечивает Организация Объединённых Наций, которая осуществляет транспортировку личного состава украинского контингента на пассажирских авиалайнерах "боинг", предоставляет контингенту продовольствие, горючее, а также выплачивает денежную компенсацию правительству страны (в первой половине 2009 года размер денежной компенсации составлял около 1 млн. долларов США в месяц, к началу 2012 года превысил 1 млн. долларов США в месяц).
14 марта 2005 года был травмирован один военнослужащий украинского контингента - при выполнении ремонта автомобильной техники в результате нарушения правил техники безопасности получил травмы средней тяжести (переломы рёбер) старшина Сергей Гаврилов.
В июле 2005 года пропал без вести военнослужащий украинского миротворческого контингента в Либерии, прапорщик Валентин Онук. Полтора месяца спустя, в конце августа 2005 года на побережье Атлантического океана было обнаружено его тело.
После того, как министерством обороны Украины было создано Объединённое оперативное командование вооружённых сил Украины (задачей которой было руководство деятельностью украинских военных контингентов за границами Украины), украинский контингент в Либерии был передан в ведение ООК ВСУ.
1 июня 2008 года при выполнении посадки у города Гринвилл разбился транспортный вертолёт Ми-8 украинского контингента, пострадавших не имелось (все четыре члена экипажа успели покинуть вертолёт).
17 ноября 2009 года в результате несчастного случая на побережье Атлантического океана утонул военнослужащий 56-го отдельного вертолётного отряда, старшина контрактной службы И. В. Ищук.
Весной 2011 года местом постоянной дислокации авиаотряда являлась вертолётная площадка "Гринвилл".
В начале марта 2011 года авиагруппа из состава 56-го отдельного вертолётного отряда (два боевых вертолёта Ми-24 и 30 военнослужащих) была переброшена из Либерии в Кот-д’Ивуар. В дальнейшем, авиагруппа стала основой украинского миротворческого контингента в Кот-д’Ивуаре.
В мае 2011 года ещё 70 военнослужащих из состава украинского контингента в Либерии были переведены в состав украинского контингента в Кот-д’Ивуаре.
В конце июня 2011 года после возвращения из Либерии были госпитализированы 88 заболевших тропической малярией военнослужащих украинского контингента.
26 ноября 2011 года ещё одна авиагруппа из состава 56-го отдельного вертолётного отряда (два транспортных вертолёта Ми-8МТ и 25 военнослужащих) была переброшена из Либерии в Кот-д’Ивуар.
Во втором полугодии 2011 года вертолётные экипажи 15-й ротации украинского контингента выполнили 2 253 часов полётов, перевезли свыше 4,5 тыс. пассажиров и почти 155 тонн грузов. Всего, с начала участия в операции до начала 2012 года общая продолжительность выполненных полётов превысила 43 тысячи часов, были перевезены более 175 тысяч пассажиров и 6000 тонн грузов.
В январе 2012 - октябре 2013 общая численность украинского миротворческого контингента ООН в Либерии составляла 275 военнослужащих и 11 вертолётов (восемь Ми-8 и три Ми-24).
13 октября 2012 года в результате ДТП по пути из международного аэропорта Робертсфилд в Монровию при исполнении служебных обязанностей погиб один военнослужащий 56-го отдельного вертолётного отряда - сотрудник ГУР МОУ, старший лейтенант Александр Зубков, ещё двое военнослужащих получили ранения и были госпитализированы. Зубков стал четвёртым военнослужащим украинского контингента, погибшим с начала миротворческой операции в Либерии.
В феврале 2013 года НАТО предложило правительству Украины увеличить количество военнослужащих в Либерии.
В июле 2013 года из состава украинского контингента в Либерии в состав украинского контингента в Кот-д’Ивуаре были переброшены ещё 10 военнослужащих.
16 июля 2013 года по ходатайству окружного прокурора Монровии прокуратура Либерии выдала ордер на арест и изъятие имущества трёх украинских граждан (бывшего заместителя главы Госрезерва Украины Виктора Бречко и офицеров украинского миротворческого контингента в Либерии Константина Соколовского и Александра Сибирцева) по обвинению в хищении имущества и причастности к контрабанде драгоценных камней. В сентябре 2013 количество арестованных по этому делу граждан Украины увеличилось до шести человек.
В результате, общая численность украинского контингента в Либерии в 2013 году уменьшилась до 221 военнослужащих, 8 вертолётов Ми-8 и 81 единицы автомобильной техники.
12 августа 2014 депутат Верховной Рады А. С. Гриценко призвал правительство Украины вернуть на Украину вертолёты, находящиеся в составе миротворческих контингентов в Африке, однако решение не было принято.
По состоянию на 11 января 2015 года, общая численность украинского контингента составляла 209 военнослужащих, в распоряжении контингента имелось 3 боевых вертолёта Ми-24, 6 вертолётов Ми-8МТ, один бронетранспортёр БТР-60ПБ, три бронемашины БРДМ-2, 52 единицы автомобильной техники и 31 прицеп
25 декабря 2015 была проведена частичная замена вертолётной техники украинского контингента в Либерии: самолётом Ан-124-100 из Украины в либерийский аэропорт "Робертс" были доставлены два прошедших капитальный ремонт вертолёта Ми-8 с комплектом запасных частей и иным имуществом, а ранее находившиеся в эксплуатации вертолёты Ми-8 - подготовлены к доставке на Украину для выполнения планового ремонта и регламентных работ.
В 2016 году в Либерии находились миротворческий контингент (160 военнослужащих, 5 вертолётов Ми-8 и 57 единиц автомобильной техники) и 5 человек военного персонала UNMIL (2 штабных офицера и 3 военных наблюдателя).
В феврале-апреле 2017 года численность контингента была сокращена (два вертолёта Ми-8, 13 единиц автомобильной техники и 55 военнослужащих были возвращены на Украину), после чего в Либерии осталось 105 военнослужащих, 3 вертолёта Ми-8 и 33 единицы автомобильной техники вооружённых сил Украины.
В феврале 2018 года было принято решение о выведении украинского контингента ООН из Либерии в период до апреля 2018.

## Дополнительная информация
- военнослужащие контингента, участвовавшие в операции не менее 90 дней, награждаются медалью ООН за участие в миротворческой операции[41][42][43]